# Rob Delaney
Rob Delaney (sinh ngày 19 tháng 1 năm 1977) là nam diễn viên, tác giả viết sách, nhà hoạt động xã hội người Mỹ. Anh được biết tới qua vai trò đồng sáng lập kiêm thủ vai chính Rob Norris trong phim hài Catastrophe (2015–2019). Anh cũng đảm nhận vai Peter Wisdom trong các phim siêu anh hùng Deadpool 2 (2018) và Deadpool & Wolverine (2024).
Ngoài ra, Delaney từng xuất hiện trong các phim điện ảnh Hobbs & Shaw (2019), Bombshell (2019), Tom & Jerry (2021), Home Sweet Home Alone (2021), The School for Good and Evil (2022), Mission: Impossible – Dead Reckoning Part One (2023) và Love at First Sight (2023).

## Tiểu sử
Delaney sinh ra ở thành phố Boston, Massachusetts trong một gia đình gốc Ireland, cha mẹ là Robert và Nancy Delaney. Anh lớn lên ở Marblehead, Massachusetts. Anh từng theo học Trường Nghệ thuật Tisch của Đại học New York và tốt nghiệp khoa nhạc kịch năm 1999.

## Đời tư
Delaney hiện sống tại London với vợ là Leah, họ sinh được bốn người con trai. Tháng 2 năm 2018, Delaney cho biết con trai hai tuổi rưỡi của anh đã mất vào tháng 1 trước đó, sau một thời gian điều trị u não từ năm 2016. Năm 2020, anh viết sách kể về việc đi phẫu thuật thắt ống dẫn tinh.

## Danh sách phim

### Điện ảnh
| Năm  | Tên                                           | Vai              | Ct                      |
| ---- | --------------------------------------------- | ---------------- | ----------------------- |
| 2007 | Wild Girls Gone                               |                  |                         |
| 2014 | Life After Beth                               |                  |                         |
| 2018 | Deadpool 2                                    | Peter Wisdom     |                         |
| 2019 | The Hustle                                    | Todd             |                         |
| 2019 | Rocketman                                     | Elvis Presley    | Phân đoạn đã được gỡ bỏ |
| 2019 | Hobbs & Shaw                                  | Agent Loeb       |                         |
| 2019 | Last Christmas                                |                  |                         |
| 2019 | Bombshell                                     | Gil Norman       |                         |
| 2021 | Tom & Jerry                                   | Henry Dubros     |                         |
| 2021 | Wrath of Man                                  | Boss Blake Halls |                         |
| 2021 | The Good House                                | Peter Newbold    |                         |
| 2021 | Ron's Gone Wrong                              | Andrew Morris    | Lồng tiếng              |
| 2021 | Home Sweet Home Alone                         | Jeff McKenzie    |                         |
| 2022 | The Bubble                                    | Marti            |                         |
| 2022 | The School for Good and Evil                  | Stefan           |                         |
| 2023 | Northern Comfort                              | Ralph            |                         |
| 2023 | Mission: Impossible – Dead Reckoning Part One |                  |                         |
| 2023 | Love at First Sight                           | Andrew Sullivan  |                         |
| 2024 | Argylle                                       |                  |                         |
| 2024 | Deadpool & Wolverine                          | Peter Wisdom     |                         |